# آلفا-پینن
آلفا-پینن (به انگلیسی: Alpha-Pinene) یک ترکیب شیمیایی با شناسه پاب‌کم ۴۴۰۹۶۸ است. شکل ظاهری این ترکیب، مایع بی‌رنگ است.
آلفا پینن ماده ی اصلی تربانتین را تشکیل میدهد